# Cephalocereus
Genre
Cephalocereus est un genre de la famille des Cactaceae (cactus). Les espèces sont d'apparence colonnaire et à croissance lente.
L'espèce la plus connue est Cephalocereus senilis ou "Tête de vieillard".

## Synonymes
- Haseltonia Backeb.
- Neodawsonia Backeb.
- Pilocereus Lem.